# Боровита
Боровита (хорв. Borovita) — населений пункт у Хорватії, у Сисацько-Мославинській жупанії у складі міста Глина.

## Населення
Населення за даними перепису 2011 року становило 17 осіб.
Динаміка чисельності населення поселення:

## Клімат
Середня річна температура становить 10,65 °C, середня максимальна – 25,04 °C, а середня мінімальна – -5,91 °C. Середня річна кількість опадів – 1081 мм.
| Клімат поселення                              | Клімат поселення | Клімат поселення | Клімат поселення | Клімат поселення | Клімат поселення | Клімат поселення | Клімат поселення | Клімат поселення | Клімат поселення | Клімат поселення | Клімат поселення | Клімат поселення | Клімат поселення |
| Показник                                      | Січ.             | Лют.             | Бер.             | Квіт.            | Трав.            | Черв.            | Лип.             | Серп.            | Вер.             | Жовт.            | Лист.            | Груд.            |                  |
| Середній максимум, °C                         | 7,24             | 8,81             | 13,18            | 17,38            | 21,87            | 25,04            | 24,03            | 23,34            | 19,90            | 15,11            | 9,26             | 5,32             |                  |
| Середня температура, °C                       | 0,67             | 2,23             | 6,62             | 10,81            | 15,30            | 18,46            | 20,15            | 19,49            | 16,02            | 11,24            | 5,38             | 1,45             |                  |
| Середній мінімум, °C                          | −5,91            | −4,34            | 0,04             | 4,23             | 8,73             | 11,90            | 16,28            | 15,61            | 12,15            | 7,36             | 1,52             | −2,42            |                  |
| Норма опадів, мм                              | 67               | 66               | 76               | 89               | 93               | 100              | 95               | 95               | 100              | 103              | 111              | 86               |                  |
| Середньомісячна швидкість вітру, м/с          | 1.64             | 1.80             | 2.20             | 2.10             | 1.90             | 1.70             | 1.70             | 1.60             | 1.54             | 1.60             | 1.70             | 1.70             |                  |
| Середньомісячна сонячна радіація, кДж/м²·день | 4333             | 7051             | 10659            | 15156            | 19269            | 21307            | 22569            | 19542            | 14427            | 9052             | 4790             | 3544             |                  |
| --------------------------------------------- | ---------------- | ---------------- | ---------------- | ---------------- | ---------------- | ---------------- | ---------------- | ---------------- | ---------------- | ---------------- | ---------------- | ---------------- | ---------------- |
| Джерело:                                      |                  |                  |                  |                  |                  |                  |                  |                  |                  |                  |                  |                  |                  |